# Thaumasianthes
Thaumasianthes, monotipski rod iz porodice ljepkovki, dio tribusa Elytrantheae. Jedina vrsta je T. amplifolia filipinski endem koji raste jedino na otocima Samar i Leyte.

## Sinonimi
- Lepeostegeres amplifolius Merr.
- Lepeostegeres ovatibracteus Merr.
- Loranthus amplifolius Merr.
- Loranthus ovatibracteus Merr.
- Thaumasianthes ovatibractea (Merr.) Danser